# کلبر
کلبر، روستایی از توابع بخش جاپلق شهرستان ازنا در استان لرستان ایران است.

## مردم
مردم این روستا لر هستند و به زبان لری سخن می گویند.

## جمعیت
این روستا در دهستان جاپلق غربی قرار دارد و براساس سرشماری مرکز آمار ایران در سال ۱۳۸۵، جمعیت آن ۳۱۴ نفر (۷۲خانوار) بوده‌است.